# Chance Wenglewski
Pas d'image ? Cliquez ici

a Compétitions nationales et continentales officielles uniquement.

b Matchs officiels uniquement.
Dernière mise à jour le 5 février 2021.
Chance Wenglewski, né le 4 septembre 1997 à Tulsa (États-Unis), est un joueur international américain de rugby à XV. Il joue au poste de pilier avec la franchise des Seawolves de Seattle en Major League Rugby depuis 2024.

## Biographie
Chance Wenglewski pratique d'abord le football américain et la lutte. Il découvre le rugby à 14 ans, suivant un ami. Au lycée, au sein du Tulsa Union High School, il brille aussi bien en football (vice-champion d'état), qu'en lutte (champion d'état) et au rugby, où il est sélectionné avec les All-Americans (sélection nationale scolaire),,.
Après le lycée, il intègre l'Université de Lindenwood (en). Il va encore s'y démarquer, étant de nouveau sélectionné avec les All-Americans universitaires. Il participe aussi au Trophée mondial des moins de 20 ans 2016 avec la sélection nationale moins de 20 ans. Il gagne aussi des sélections avec l'USA Select XV lors du World Rugby Americas Pacific Challenge. Sa fin de cursus sera marquée par deux temps forts, avec des sélections séniors contre les Māori et l'Irlande.
Son cursus universitaire étant terminé, il signe en faveur de la franchise d'expansion en Major League Rugby, le Rugby ATL. La franchise ne devant débuter qu'en 2020, il est prêté pour la fin de saison 2019 au Rugby United New York, avec qui il joue trois matchs. En septembre, initialement non retenu pour la coupe du monde 2019, il est finalement appelé à la suite de la blessure de David Ainu'u, mais ne joue pas. 
En 2020, il peut débuter avec Atlanta, et joue cinq matchs avant l'interruption de la compétition à cause de la pandémie de Covid-19. En juillet de la même année, il étend son contrat jusqu'à fin 2022 avec la franchise d'Atlanta. En 2021, il joue une bonne saison et bénéficie d'une équipe d'Atlanta en forme qui joue le haut de tableau et la qualification pour les phases finales du championnat. Après deux saisons à Atlanta, il retrouve New York en 2022.

## Statistiques

### En sélection
| Année | Compétition                    | Matchs | Points | Essais | Transf. | Drops | Pénal. |
| ----- | ------------------------------ | ------ | ------ | ------ | ------- | ----- | ------ |
| 2018  | Test                           | 1      | -      | -      | -       | -     | -      |
| 2019  | ARC 2019                       | 2      | -      | -      | -       | -     | -      |
| 2019  | Coupe des nations du Pacifique | 3      | -      | -      | -       | -     | -      |
| Total | Total                          | 6      | -      | -      | -       | -     | -      |